# Vela nos Jogos Olímpicos de Verão de 1980 - Tornado
As provas da classe Tornado da vela nos Jogos Olímpicos de Verão de 1980 ocorreram entre 21 e 29 de julho daquele ano no Tallinna Olümpiapurjespordikeskus, complexo esportivo localizado em Tallinn, na atual Estônia. O programa compunha sete regatas. Para esta classe, houve 22 velejadores de 11 nações inscritas.

## Medalhistas
A dupla brasileira Lars Björkström e Alexandre Welter finalizou a competição em primeiro lugar, conquistando a medalha de ouro. A prata firmou-se com os dinamarqueses Peter Due e Per Kjergard. Por fim, a medalha de bronze ficou com Göran Marström e Jörgen Ragnarsson, da Suécia.
|  | BRA Brasil                       |  | DEN Dinamarca          |  | SWE Suécia                       |
|  | Lars Björkström Alexandre Welter |  | Peter Due Per Kjergard |  | Göran Marström Jörgen Ragnarsson |

## Resultados
Estes foram os resultados da competição:
| Pos.              | Tripulação                                  | Regata I | Regata I | Regata II | Regata II | Regata III | Regata III | Regata IV | Regata IV | Regata V | Regata V | Regata VI | Regata VI | Regata VII | Regata VII | Total de pontos | Total -1 |
| Pos.              | Tripulação                                  | Pos.     | Pts.     | Pos.      | Pts.      | Pos.       | Pts.       | Pos.      | Pts.      | Pos.     | Pts.     | Pos.      | Pts.      | Pos.       | Pts.       | Total de pontos | Total -1 |
| ----------------- | ------------------------------------------- | -------- | -------- | --------- | --------- | ---------- | ---------- | --------- | --------- | -------- | -------- | --------- | --------- | ---------- | ---------- | --------------- | -------- |
| Medalha de ouro   | BRA Lars Björkström e Alexandre Welter      | 3        | 5.7      | 1         | 0.0       | 3          | 5.7        | 6         | 11.7      | 1        | 0.0      | 1         | 0.0       | 5          | 10.0       | 33.1            | 21.4     |
| Medalha de prata  | DEN Peter Due e Per Kjergard                | 7        | 13.0     | 2         | 3.0       | 2          | 3.0        | 3         | 5.7       | 2        | 3.0      | 5         | 10.0      | 3          | 5.7        | 43.4            | 30.4     |
| Medalha de bronze | SWE Göran Marström e Jörgen Ragnarsson      | 1        | 0.0      | 4         | 8.0       | 7          | 13.0       | 2         | 3.0       | 6        | 11.7     | 2         | 3.0       | 4          | 8.0        | 46.7            | 33.7     |
| 4                 | URS Viktor Potapov e Aleksandr Zõbin        | 6        | 11.7     | 3         | 5.7       | 5          | 10.0       | 4         | 8.0       | 3        | 5.7      | 3         | 5.7       | 1          | 0.0        | 46.8            | 35.1     |
| 5                 | NED Willem van Walt Meijer e Govert Brasser | 4        | 8.0      | 5         | 10.0      | 1          | 0.0        | 5         | 10.0      | 4        | 8.0      | 6         | 11.7      | 2          | 3.0        | 50.7            | 39.0     |
| 6                 | FIN Pekka Narko e Juha Siira                | 5        | 10.0     | 6         | 11.7      | 4          | 8.0        | 1         | 0.0       | 5        | 10.0     | 4         | 8.0       | 6          | 11.7       | 59.4            | 47.7     |
| 7                 | AUT Hubert Porkert e Hermann Kupfner        | 2        | 3.0      | 7         | 13.0      | 6          | 11.7       | RET       | 18.0      | 7        | 13.0     | 7         | 13.0      | 8          | 14.0       | 85.7            | 67.7     |
| 8                 | GDR Uwe Steingross e Jörg Schramme          | 8        | 14.0     | 8         | 14.0      | 8          | 14.0       | 7         | 13.0      | 8        | 14.0     | RET       | 18.0      | 7          | 13.0       | 100.0           | 82.0     |
| 9                 | POL Bogdan Kramer e Jarogniew Krüger        | 9        | 15.0     | 9         | 15.0      | 9          | 15.0       | 9         | 15.0      | 10       | 16.0     | 8         | 14.0      | 9          | 15.0       | 105.0           | 89.0     |
| 10                | BUL Tsvetan Penchev e Krasimir Krastev      | 11       | 17.0     | 10        | 16.0      | 10         | 16.0       | 8         | 14.0      | 9        | 15.0     | RET       | 18.0      | 10         | 16.0       | 112.0           | 94.0     |
| 11                | ROM Andrei Chiliman e Cătălin Luchian       | 10       | 16.0     | 11        | 17.0      | 11         | 17.0       | 10        | 16.0      | 11       | 17.0     | 9         | 15.0      | 11         | 17.0       | 115.0           | 98.0     |

### Classificação diária

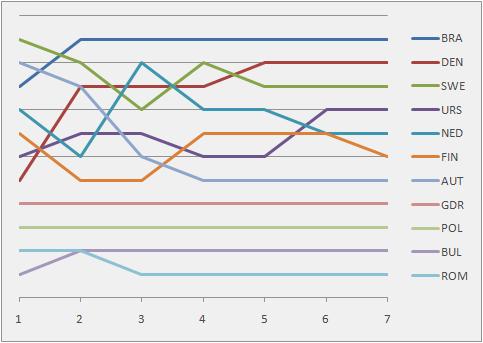
Gráfico mostrando a classificação diária na classe.